# Metaxytherium serresii
Espèce
Synonymes
- Felsinotherium serresii,
- Halitherium serresi,
- Halitherium serresii,
- Metaxytherium serresi

Metaxytherium serresii est une espèce fossile de mammifères marins de l'ordre des siréniens (mammifères aquatiques ancêtres du lamantin et du dugong).

## Présentation
Elle appartient au genre Metaxytherium, (de Christol, 1840), selon M. Voss, en 2014. On trouve des restes fossiles dans la région de Montpellier en France, en Calabre et à Sahabi en Libye. Selon la Fossilworks Paleobiology Database a vécu du début du Miocène moyen jusqu'à la fin du Pliocène inférieur, soit il y a environ entre 16 et 3,6 Ma (millions d'années).
Il est aussi désigné sous le nom de Halicore cuvierii, Halicore  medius, Metaxytherium de Montpellier,  Manatus cuvieri, Metaxytherium cuvierii, Halitherium serresi, Felsinotherium serresii, Halitherium  minor, Metaxytherium serresi.

## Description
À la fin du Miocène, le genre Metaxytherium a disparu du monde entier, à l'exception de la côte euro-africaine, où l'on trouve l'espèce Metaxytherium serresii, en Italie (7,24 millions d'années), en Libye (6,8 millions d'années), en Espagne (5,2 à 4,98 millions d'années) et en France (5,3 à 4 millions d'années). Cette espèce est beaucoup moins importante par rapport à la précédente.
Metaxytherium serresii résiste jusqu'à l'arrivée du Pliocène et à côté de l'espèce appelée Metaxytherium subapenninum qui a un plus grand dimorphisme sexuel dans les crocs pour démontrer le comportement d'une compétition pour le territoire et l'accouplement. L'augmentation rapide de la taille du corps, cependant, a été fatale dans le climat du Pliocène moyen : l'animal n'a pas été en mesure d'adapter son régime alimentaire d'algues contrairement au Rhytine de Steller, descendant de Metaxytherium.
Cependant, il semble que l'histoire de Metaxytherium ne se termine pas à cette période : il a été trouvé au Maroc des restes fossiles attribués à l'espèce du Pliocène Metaxytherium serresii qui montrent une grande similitude avec l'espèce Corystosiren varguezi des Caraïbes, attribuée à la sous-famille Dugonginae.

## Spécimens

### France
Les spécimens de Metaxytherium serresii provenant de Montpellier sont décrits par Gervais (1859), Depéret & Roman (1920), Thomas (1970), et Pilleri (1987, p. 84-85; 1988). 

### Libye
Les spécimens de Metaxytherium serresii provenant de Sahabi sont décrits par Domning et Thomas (1987). 

### Italie
Les premiers rapports concernant des siréniens fossiles dans le Miocène dans les dépôts de Calabre date de 1886, lorsqu'Antonio Neviani, dans une étude sur les mammifères marins fossiles, mentionne des restes fragmentaires à la périphérie de la ville de Catanzaro. En 1924, Del Campana a rapporté une partie de restes fossiles des environs de Carìa, dans la province de Vibo Valentia. En 1970, les sables du Tortonien de Santa Domenica di Ricàdi, à quelques kilomètres de Tropea, fournissent un squelette de Metaxytherium medium. Ce spécimen est conservé au Musée de paléontologie du Museo delle Scienze Naturali dell'Università Federico II di Napoli. Plus récemment, Vazzana (1988) et Carone (1996, 1997) ont signalé (également sous le nom Metaxytherium medium) divers éléments squelettiques, y compris une mandibule avec deux molaires, dans les localités entre Tropea et Cessaniti. 
Les carrières de sable près de Cessaniti ont depuis fourni du matériel plus complet. Ces nouveaux spécimens permettent d'établir pour Daryl Paul Domning et Carone que les siréniens de Cessaniti, qui sont stratigraphiquement plus hauts que le squelette de San Domenica di Ricàdi, ne représentent pas le Metaxytherium medium, mais son descendant direct Metaxytherium serresii, qui était précédemment connu uniquement en France et en Libye, et que l'on croyait être exclusivement du Pliocène.